# Borsa di Torino

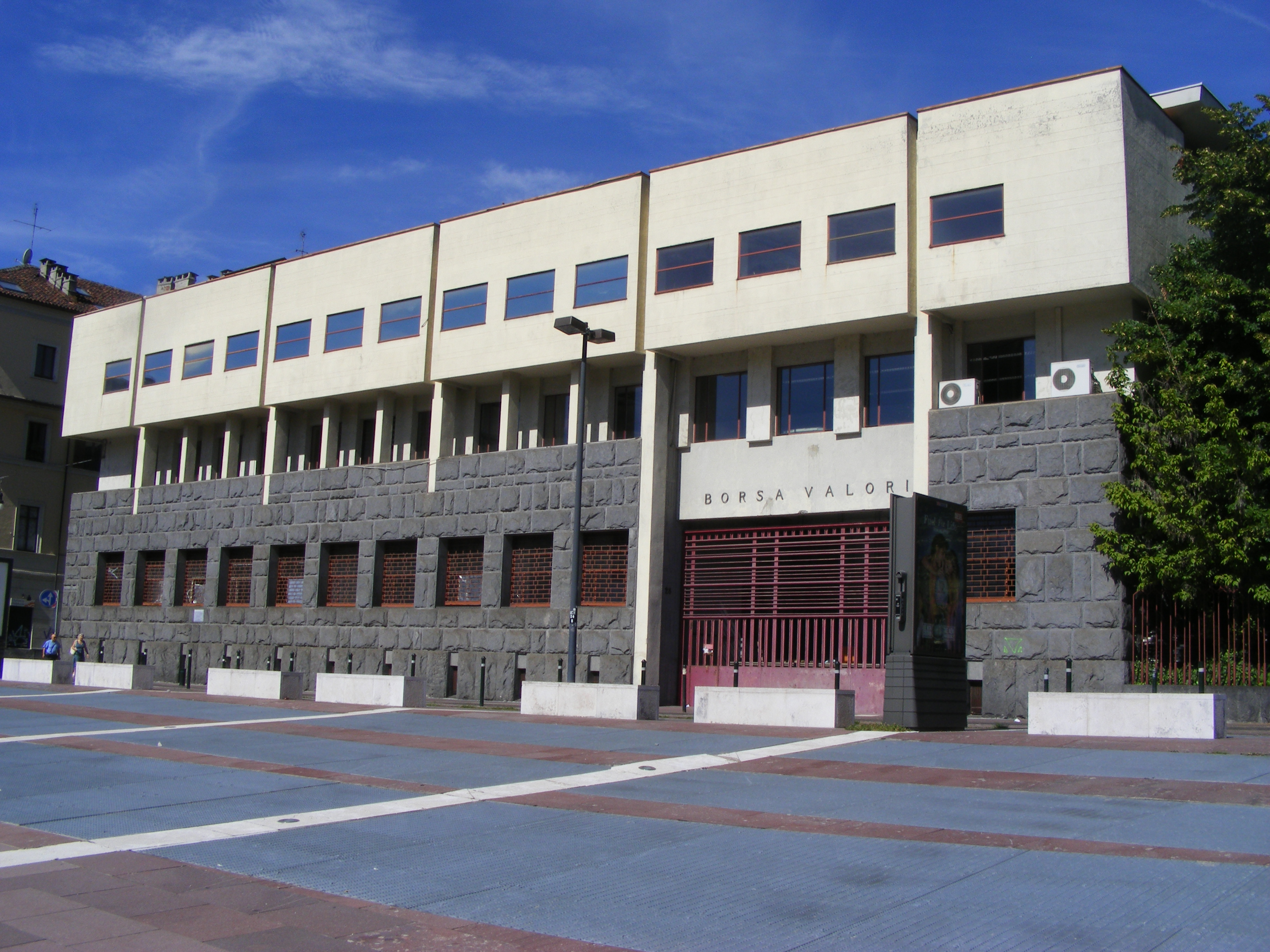
Il palazzo della Borsa

La Borsa valori di Torino è stata una delle dieci borse valori italiane attive fino al 1997, quando vennero unificate nella Borsa Italiana.

## Storia
La Borsa valori di Torino venne istituita nel 1850 su iniziativa di Cavour, che voleva modernizzare l'economia del Regno di Sardegna. La piazza finanziaria torinese, tuttavia, non fu mai la più importante del regno sardo, essendo di gran lunga superata da quella genovese. 
La sede era inizialmente presso la Camera di Commercio, ma nel 1873 fu spostata nel palazzo D'Agliano, già Morozzo della Rocca (futuro Palazzo degli Affari).
L'importanza della borsa torinese aumentò quando la città, agli inizi del Novecento, divenne uno dei maggiori centri industriali italiani.
La sede fu danneggiata in seguito ai bombardamenti della seconda guerra mondiale. Pertanto, nel 1956 fu inaugurato il moderno Palazzo della Borsa Valori, progettata da Roberto Gabetti, Aimaro Oreglia d'Isola e Giorgio Raineri. 
Nel dopoguerra la Borsa di Torino si collocò abbastanza stabilmente al terzo posto fra le borse italiane, dopo Milano e Roma, grazie alla presenza di importanti gruppi industriali in città. 
La Borsa di Torino, come le altre borse cittadine italiane, fu chiusa nel 1997, quando il cosiddetto "decreto EuroSIM" (D. Lgs. 23 luglio 1996, n. 415) ne determinò la fusione nella Borsa Italiana unitaria.